# Clivage (politique)
Pour les articles homonymes, voir clivage (homonymie).

Clivages fracturant la société selon Lipset et Rokkan.

En sciences politiques, le terme clivage désigne la division de la société en blocs d'électeurs.
La théorie du clivage est développée en 1967 par Seymour Martin Lipset et Stein Rokkan dans leur livre  Party Systems and Voter Alignments. Cross National Perspectives.

## Clivages traditionnels
Il existe de nombreux clivages dans la société, mais Seymour Martin Lipset et Stein Rokkan (1967) ont défini les quatre clivages structurant les sociétés occidentales depuis la Révolution industrielle. Selon Lipset et Rokkan, ces clivages ont déterminé l'émergence et le contenu du discours de tous les partis politiques européens.

### Le centre contre la périphérie
Entre les élites des zones urbaines et celles des zones périphériques. Il naît généralement de ce clivage un régionalisme à l'exemple des partis régionalistes ou séparatistes en Espagne. Selon Lipset et Rokkan, cette division est due à la formation des États-nations modernes, au cours de laquelle certains états assimilèrent mieux que d'autres les cultures minoritaires.

### L'État contre l'Église
Entre électeurs religieux et laïcs. Par exemple, aux Pays-Bas, il y avait jusqu'aux années 1970 cinq grands partis : le Parti populaire catholique (KVP), le protestant du Parti antirévolutionnaire (ARP), l'Union chrétienne historique (CHU), le parti travailliste (PvdA) et le Parti populaire pour la liberté et la démocratie (VVD), les deux derniers étant laïcs.

### Le propriétaire contre le travailleur
Un clivage de classe entraînant la formation de partis de gauche ou de droite. Il est parfois avancé qu'il s'agit en vérité d'un conflit entre riches et pauvres.

### L'agriculture contre l'industrie ou la campagne contre la ville
Ce clivage relève des sociétés industrielles et peut désormais être étendu au secteur tertiaire.

## Nouveaux clivages
Les analyses plus récentes voient l'émergence de nouveaux clivages. L'opposition traditionnelle entre propriétaire et travailleur (capital et travail) se différencie encore davantage entre actifs et inactifs. De plus, le genre apparaît désormais comme un autre clivage.    
Depuis la fin du XXe siècle, dans certains pays d'Europe occidentale tels que l'Autriche, le Danemark, la Norvège et la Suisse, apparaîtrait un nouveau clivage culturel et non économique. Cette transformation a eu lieu à la fin des années 1960, avec la naissance Nouvelle Gauche libertaire et universaliste, et avec la réaction de la droite populiste des années 1980, épousant, elle, des valeurs traditionalistes et communautaires.

## Voir également
- Clivage idéologique
- Gauche et droite en politique
- Pséphologie (étude des votes)
- Politique de la division